# اسلوبودان آنجلکوویچ
اسلوبودان آنجلکوویچ (کرواتی: Slobodan Anđelković؛ ۱ مارس ۱۹۱۳ – ۶ دسامبر ۱۹۸۵) بازیکن فوتبال اهل یوگسلاوی بود.
از باشگاه‌هایی که در آن بازی کرده‌است می‌توان به باشگاه فوتبال یوگسلاویا اشاره کرد.